# Pedro Pagán Ayuso
Pedro Pagán y Ayuso (Murcia, 1843-Librilla, 1909) fue un noble, político y mecenas español.
Fue alcalde de Murcia en 1874; presidente del partido Constitucionalista de Murcia en 1873; diputado a cortes por la provincia de Murcia (1872 y 1881); Secretario del Congreso de los Diputados; caballero gran cruz de la Orden de Isabel la Católica (1871); vocal de la Junta Provincial de Agricultura, Industria y Comercio en Murcia; parlamentario regional de Murcia (1871-1884); comisario de agricultura, industria y comercio de Murcia y director del periódico La Correspondencia Ilustrada.

## Biografía
Pedro Pagán y Ayuso nació en Murcia en 1843. Era hijo natural de Pedro Rosique y Hernández, marqués de Camachos, y de su segunda mujer Rita Pagán y Ayuso. Estudia bachillerato de Artes en Murcia.
Casó con Leonor Guerra y Albadalejo en Murcia en 1866. Hija de Tomás Guerra, secretario honorario de la Reina Isabel II, Caballero de la Orden de Carlos III, Cónsul General de Argentina para Alicante y Murcia; y de María Albadalejo y López. Fijaron su domicilio en Murcia, en el antiguo palacio de los Vélez situado entre los conventos de las Anas y las Claras, en lo que hoy es el inicio de la avenida de Alfonso X el Sabio.
En 1868 muere su madre Rita, y solo un año después muere su padre el marqués de Camachos en Madrid donde ejercía de Senador del Reino. Hereda Pedro Pagán una cuantiosa fortuna cuando contaba solo veintiséis años de edad.
En 1877 fallece su mujer Leonor Guerra en plena juventud. Deja dos hijos pequeños, Pedro y María.
Casa nuevamente Pedro Pagán en 1879 con Soledad Morera y Calmarino de 23 años, artista dramática, hija de Emilio Morera y Pons y de Rafaela Calmarino y Sánchez. Fijaron su residencia en Madrid donde Pedro siguió ejerciendo como diputado en Cortes. Tuvieron dos hijos: Emilio y Alejandro, ambos estudiaron leyes en Madrid. 
Pedro Pagán y su mujer, ya mayores, viven sus últimos años en el caserón de Camachos sito en Librilla (Murcia). Pedro tenía en propiedad muchas tierras de cultivo heredadas de su padre en la villa de Librilla. Fallece Pedro en 1909 rodeado de su familia. Se le entierra en Nuestro Padre Jesus de Murcia (Espinardo), en el panteón familiar junto a su hermano Enrique, asesinado en Madrid en 1898. Sus hijos fueron María, Pedro, Emilio y Alejandro.

## Diputado a cortes
Las Cortes designaron a Don Amadeo I de Saboya Rey de España por mayoría absoluta el 16 de noviembre de 1870. Los progresistas dominaban el Congreso de los Diputados con 159 escaños, el 45% de la Cámara, en alianza con los unionistas. Entre los diputados de la provincia de Murcia en las Cortes estaba Pedro Pagán Ayuso que tenía también el cargo de vocal de la Junta Provincial de Agricultura, Industria y Comercio en Murcia. 
Pedro fue nombrado en 17 de julio de 1881 por el Rey Don Alfonso XII vocal de la comisión que había de redactar un proyecto de reformas en la organización administrativa, civil, económica, y en el procedimiento administrativo.
Durante este periodo ejerció el cargo de Secretario del Congreso de los Diputados.

## Mecenas de las artes y la cultura
...Don Pedro Pagán, mecenas acaudalado, casado con doña Leonor Guerra y Albadalejo, bella dama muy espiritual, exquisita, culta, musa inspiradora de la "Tertulia Literaria" y de su exponente la revista "El Álbum" en la que velaron las primeras armas como escritores tantos jóvenes murcianos...
La revista El álbum, semanario de literatura y ciencias que comenzó a funcionar el 15 de abril de 1876, está digitalizada en el archivo histórico de Murcia. Algunos jóvenes escritores que publicaron en esta revista fueron Ricardo Sánchez Madrigal, Virgilio Guirao, Antonio García Alix y José Martínez Tornel.
... Por la Trapería y el Arenal se extienden los cafés, algunos de ellos convertidos desde los años sesenta en centro de tertulias políticas y literarias, como las de Pedro Pagan y Ayuso o la del periodista Martínez Tornel. A las puertas de los más concurridos -La Puerta del Sol (en el Arenal), el Oriental y La Dalia Azul-, los organillos hacían sonar su música, poniendo una nota de chispeante alegría que se contagiaba en el ánimo de los viandantes que pasaban por sus cercanías.
...Domiciliado el matrimonio en el antiguo Palacio de los Vélez, ubicado entre los conventos de las Anas y las Claras, y derribado para abrir la avenida de Alfonso X el Sabio, fue cenáculo para todas las manifestaciones de la cultura y bellas artes de la ciudad, así como su finca veraniega de Lo Pagán en La Puntica, comprada al conde de Floridablanca. Hasta Lo Pagán se acercaban aquellos que querían escuchar sonetos, rasgueos de guitarras, arias al piano y alguna habanera en la casa de doña Leonor, llegando a pasar por allí figuras como Cánovas del Castillo, el barón de Benifayo y Emilio Castelar...
... El pintor murciano, Antonio Gil Montejano, (cuyas obras se exponen hoy en el museo del Prado), marcha a Roma para ampliar estudios gracias a la pensión que le concede el Alcalde de su bolsillo particular.
Dirige el periódico La Correspondencia Ilustrada. 
...El libro "La mártir del hogar" escrito por Felipe Blanco Ibáñez, está dedicado al mecenas y protector de las letras murcianas don Pedro Pagán y Ayuso...
Era muy amigo de Eduardo López Bago, escritor español perteneciente al Naturalismo. Eduardo fue testigo del bautismo de su hijo Alejandro, que nació en 1882 en Madrid.

## Entierro de la sardina
Según El carnaval de Murcia en 1876 y festejos públicos por la paz de José Martínez Tornel, Pedro Pagán Ayuso junto a su hermano Enrique formó parte de la junta directiva del carnaval de Murcia y del entierro de la sardina del año 1876. El presidente era Adolfo Ayuso y consiguieron resucitar la fiesta que estaba de capa caída.

## Juegos Florales
Javier Fuentes y Ponte introdujo en Murcia la fiesta de los “Juegos Florales”, ayudado eficazmente por Pedro Pagán y Leonor Guerra. Pedro entrega el premio "Flor natural" de literatura creado por él, dentro de los Juegos Florales del año 1877. Entrega también el premio "Jazmín de Oro" de pintura costeado por él, en los Juegos del año 1879. Compró todos los cuadros premiados.

## Alcalde de Murcia
Pedro estaba afiliado al partido constitucionalista de Sagasta que después en 1880 se integraría en el Partido Liberal Fusionista liderado también por Sagasta.
... En 20 de febrero de 1874, el gobernador civil, don Antonio Navarro Rodrigo, posesiona al nuevo Municipio que preside don Pedro Pagán...
Entra Pedro en la alcaldía de la ciudad durante la primera república proclamada por las Cortes en febrero de 1873, en una época marcada por la tercera guerra carlista, el golpe del general Pavía, la sublevación cantonal, la guerra de los diez años en Cuba y por la pésima situación económica de las arcas municipales. 
Sin embargo, durante su mandato, se aprecia un aumento de las noticias relacionadas con la cultura murciana. 
... En Cabildo del 21 de diciembre es aprobado el proyecto para decorar el Salón de sesiones del Ayuntamiento, con presupuesto que asciende a 5.250 pesetas, obra de Manuel Sanmiguel...
... El 29 de diciembre de 1874, en las cercanías de Sagunto, el general Martínez Campos, anticipándose al propósito de Cánovas del Castillo, proclama Rey a don Alfonso XII (cae la primera república).
... Consecuencia de ello, don Pedro Pagán, en Cabildo de 31 de diciembre de 1874, hace presente: "Que dado el cambio radical que en sentido político se ha verificado en la península, y sin que sea visto, ni presuma siquiera, que rechace o repugne el movimiento iniciado por el Ejército, ha creído que no podía continuar en el cargo, y ha presentado su renuncia, esta misma mañana, al señor gobernador...". Solidarios con el Alcalde, todos los Concejales, por votación unánime, acuerdan secundarle.

## Universidad de Murcia
Pedro impulsa con energía la creación de una Universidad perenne en Murcia.
... La Paz de Murcia publicó el 24 de septiembre de 1873 un artículo titulado ¿Y se llaman murcianos? firmado por "G", narrando las vicisitudes de un grupo de estudiantes universitarios en su lucha por mantener la "espirante Universidad", que conscientes de sus escasas fuerzas, pidieron ayuda a los políticos locales que más habían defendido el mantenimiento de la Universidad, cuando aún estaba viva en Cartagena la insurrección cantonal. Una manifestación de estudiantes recorrió la ciudad de Murcia hacia la Diputación provincial acompañados del alcalde Pedro Pagán Ayuso, del exalcalde José Cayuela Ramón y del concejal Antonio Hernández Amores.
... Con todas las dificultades apuntadas, el curso 1873-74, caminaba hacia su final, sin que se viera clara su continuidad. La Paz de Murcia, 12 de junio de 1874, citando al Noticiero del 15 de abril, informó que el Ayuntamiento de Murcia, secundando la iniciativa de Pagán, su alcalde, "había tomado bajo su protección y amparo a la Universidad Libre, cuyos gastos serán sufragados única y exclusivamente por el municipio. Felicitamos al municipio por este acertado acuerdo...

## Lo Pagán
Lo Pagán es una pedanía de San Pedro del Pinatar en Murcia. Se ubica junto al mar Menor, en su parte norte. El gran desarrollo urbano y turístico de esta zona ha propiciado que ambas poblaciones queden unidas en la actualidad.
La hacienda Vistabella sita en primera línea de mar, fue primero propiedad del conde de Floridablanca, y más tarde de Pedro Pagán y Ayuso. Fue el primero que se instaló en la zona y atrajo consigo a otras familias adineradas de Murcia, que hicieron lo mismo.
Su hermano Enrique Pagán y Ayuso compró también propiedades en la zona y fijó su residencia de veraneo en la casa denominada "Villa Estrella" edificada junto al mar, y muy cerca de Vistabella. El nombre de la casa se debe a su hija Estrella que nació allí en 1890.
Existen documentos oficiales donde se menciona Lo Pagán desde 1915 como pedanía de San Pedro del Pinatar, siendo topónimo de la familia Pagán y Ayuso.
Antes de llamarse esta zona costera como Lo Pagán, se conocía como Vistabella, igual que la propiedad de Pedro, según da fe la crónica del óbito en 1899 de Emilio Castelar, presidente de la Primera República.
Pedro Pagán y Guerra, hijo de Pedro Pagán, nacido en la finca "Vistabella", heredó la finca y construyó un molino en Los Revoltones, al que llamaron Molino del Chirrete por la comida que se tomó el día de la inauguración. Hoy no se conserva el molino pero sí el nombre que se le dio. El lugar es ahora un barrio urbano de Lo Pagán llamado Loma de Abajo.
El ayuntamiento de San Pedro del Pinatar bautiza como "Pedro Pagán Ayuso" una de sus calles.